# Mount Baker, Uganda
Mount Baker är ett berg i Ruwenzorikedjan i Ruwenzoribergens nationalpark i Uganda. Den närmaste toppen ligger västerut på berget Stanley på andra sidan om gränsen till Kongo-Kinshasa. Berget ligger i ett område som kallas "Månbergen".
Likt andra berg i Ruwenzorikedjan har Mount Baker flera olika toppar. Den högsta är Edward Peak.
Mount Baker är namngivet efter Samuel Baker, en brittisk upptäcktsresande.